# Comune di Helle (Danimarca)
Il comune di Helle fino al 1º gennaio 2007 è stato un comune danese situato contea di Fionia, il comune aveva una popolazione di 8 352 abitanti (2006) e una superficie di 281 km². Capoluogo era la cittadina di Årre.
Dal 1º gennaio 2007, con l'entrata in vigore della riforma amministrativa, il comune è stato soppresso e accorpato ai comuni di Blaabjerg, Blåvandshuk, Ølgod e Varde per dare luogo al riformato comune di Varde compreso nella regione della Danimarca Meridionale (Syddanmark).